# Blank glanssnäcka
Blank glanssnäcka (Oxychilus glaber) är en snäckart som först beskrevs av Rossmaessler 1835.  Blank glanssnäcka ingår i släktet Oxychilus, och familjen glanssnäckor. Enligt den svenska rödlistan är arten sårbar i Sverige. Arten förekommer på Gotland. Artens livsmiljö är skogslandskap.